# Matei
Matei là một xã thuộc hạt Bistrița-Năsăud, România. Dân số thời điểm năm 2002 là 2991 người.